# Automatizirano donošenje odluka
Automatizirano donošenje odluka (ADM) obuhvata upotrebu podataka, mašina i algoritama za donošenje odluka u nizu okolnosti, uključujući javnu upravu, poslovanje, zdravstvo, obrazovanje, zakon, zapošljavanje, transport, medije i zabavu, uz različite stepene ljudskog nadzora ili intervencije. ADM uključuje podatke velikih razmera iz niza izvora, kao što su baze podataka, tekst, društveni mediji, senzori, slike ili govor, koji se obrađuju korišćenjem različitih tehnologija uključujući računarski softver, algoritme, mašinsko učenje, obradu prirodnog jezika, veštačku inteligenciju, proširene inteligencije i robotike. Sve veća upotreba automatizovanih sistema za donošenje odluka (ADMS) u nizu konteksta predstavlja mnoge prednosti i izazove ljudskom društvu koji zahtevaju razmatranje tehničkih, pravnih, etičkih, društvenih, obrazovnih, ekonomskih i zdravstvenih posledica.

## Pregled
Postoje različite definicije ADM-a na osnovu nivoa automatizacije uključene. Neke definicije sugerišu da ADM uključuje odluke koje se donose čisto tehnološkim sredstvima bez ljudskog uticaja, kao što je EU Opšta uredba o zaštiti podataka (član 22). Međutim, ADM tehnologije i aplikacije mogu imati mnogo oblika u rasponu od sistema za podršku odlučivanju koji daju preporuke ljudima koji donose odluke na osnovu kojih treba da reaguju, ponekad poznatih kao proširena inteligencija ili 'zajedničko donošenje odluka', do potpuno automatizovanih procesq donošenja odluka koji donose odluke u ime pojedinaca ili organizacija bez ljudskog učešća. Modeli koji se koriste u automatizovanim sistemima za donošenje odluka mogu biti jednostavni kao kontrolne liste i stabla odlučivanja do veštačke inteligencije i dubokih neuronskih mreža (DNN).
Od 1950-ih, računari su postali sposobni da obavljaju osnovnu obradu do sposobnosti da preduzmu složene, dvosmislene i visokokvalifikovane zadatke kao što su prepoznavanje slike i govora, igranje igara, naučna i medicinska analiza i zaključivanje iz više izvora podataka. ADM se sada sve više primenjuje u svim sektorima društva i u mnoštvu različitih domena od zabave do transporta.
ADM sistem (ADMS) može uključivati više tačaka odlučivanja, skupova podataka i tehnologija (ADMT) i može se nalaziti u okviru većeg administrativnog ili tehničkog sistema kao što je sistem krivičnog pravosuđa ili poslovni proces.